# Monika Liu
Monika Liubinaitė, bolj znana pod umetniškim imenom Monika Liu, litovska pevka in besedilopiska, * 9. februar 1988, Klajpeda, Litva.
Liu je zastopala Litvo na tekmovanju za pesem Evrovizije 2022 v Torinu v Italiji.

## Življenjepis
Monika Liubinaitė se je rodila v Klajpedi, v družini glasbenega učitelja in glasbenika. Študirala je na gimnaziji Klaipėda Ąžuolynas, kot otrok je obiskovala pouk baleta. Kot študentka se je Monika preselila v Boston in pozneje v London. Trenutno živi v Vilni. 

## Glasbena kariera
Monika je svojo glasbeno pot začela pri petih letih, ko je začela igrati violino. Čez deset let je začela še peti. Leta 2004 je Liu zmagala na tekmovanju »Dainų dainelė«. Po končani srednji šoli se je Liubinaitė odločila za študij jazz glasbe in vokala na Fakulteti za glasbo Univerze v Klajpedi, kasneje pa je odšla v ZDA. Po koncu študija se je pevka preselila v London, kjer je nadaljevala s pisanjem pesmi in začela sodelovali s producentom Mariom Basanovom. 23. maja 2019 je Monika Liu nastopila kot žirantka v resničnostnem šovu The Voice Lithuania. V sezoni 2021 je bila tudi članica žirije The Masked Singer Lithuania.
Monika Liu je zmagala na litovskem nacionalnem izboru za Pesem Evrovizije 2022 s pesmijo »Sentimentai« in je zastopala Litvo na tekmovanju za pesem Evrovizije 2022 v Torinu v Italiji.

### Melodija
20. aprila 2020 je umetnica izdala svoj drugi album in prvo vinilno ploščo »Melodija«. Plošča je bila posneta v Združenem kraljestvu.

### Pesem Evrovizije 2022
Monika Liu je bila 7. decembra 2021 razglašena za eno izmed tekmovalk litovskega nacionalnega izbora za Pesem Evrovizije 2022 s pesmijo »Sentimentai«. Pesem je bila javno objavljena 18. januarja 2022 in je na podlagi podatkov mednarodnih platform za poslušanje glasbe takoj postala najbolj poslušana pesem v Litvi.

## Diskografija

### Studijski albumi
- »I Am« (2015)
- »Lünatik« (2019)
- »Melodija« (2020)

### Pesmi
- »Hello« (2017)
- »Komm zu mir« (2019)
- »Resist No More« (2019)
- »Falafel« (2019)
- »No Matter What« (2019)
- »Sometimes I Loved You Sometimes You Loved Me« (2019)
- »Detective« (2019)
- »I Wanna Be a Man« (2019)
- »I Got You« (2019)
- »Vaikinai trumpais šortais« (2019)
- »Troškimas« (2020)
- »Sentimentai« (2022)